# Damien Fontaine
Pour les articles homonymes, voir Fontaine.
Damien Fontaine, né le 10 février 1975 à Nancy est un metteur en scène, scénographe, scénariste et compositeur de spectacles.

## Biographie
Fils et frère d'agriculteurs, il s'initie très jeune au piano et suit une formation musicale classique. Adolescent, il est attiré par les nouvelles scénographies extérieures qui émergent dans les années 1990, à l'instar de la cérémonie d'ouverture des JO d'Albertville à l'hiver 1992, créée par Philippe Decouflé, qui agit sur lui comme une révélation.
En parallèle de ses études, il se consacre dès lors à l'écriture de petits spectacles, dans lesquels il se familiarise à la fois avec les techniques des arts visuels (lumière, son et images) et plus largement la mise en scène.
Après un DEUG en mathématiques-physique, il intègre l'EOST à Strasbourg dont il sort diplômé en 1999 en qualité d'ingénieur en géophysique, avec pour mémoire de fin d'études l'application de la résonance magnétique nucléaire dans le cadre de recherches hydrogéologiques pour l'eau Hépar.

## Carrière professionnelle

### Débuts dans les années 2000
Se consacrant à la mise en scène de spectacles en plein air, il réalise en 2000 sa toute première création intitulée Qumrân.
En 2001 et 2003, il imagine deux son et lumière, au fort de Bourlémont, dans les Vosges,.
Mais c'est surtout à l'occasion de l'inauguration de l'amphithéâtre de Grand, nouvellement restauré par le conseil général des Vosges, qu'il signe sa première création, mobilisant plusieurs centaines de figurants et acteurs de tout le territoire, avec le concours de Robert Hossein qui prête ici sa voix, et des auteurs Roger Wadier et Pierre Pelot pour l'écriture des textes. Dans cette scénographie, Damien Fontaine, accompagné sur scène de musiciens et choristes, livre un conte visuel poétique sur la légende d'Andésina, aux origines de l'amphithéâtre de Grand.
De 2004 à 2009, il rejoint la Compagnie l'Odyssée, toujours dans les Vosges, et assure la composition musicale et la mise en scène de ses spectacles estivaux, notamment à Bleurville,,.
Il est sélectionné en 2005 pour participer à la fête des Lumières de Lyon, et s'y voit confier des créations sur deux lieux : la colline de Fourvière et la cathédrale Saint-Jean.
Il imagine en 2006 un spectacle pour les 20 ans de la centrale nucléaire de Cattenom. Il donne deux concerts à Épinal au profit des Enfants de la Lune en 2006 et 2008.
Le département du Rhône le retient en 2007 et 2009 pour illuminer l'hôtel du Département à l'occasion de la fête des Lumières.
En 2009, il participe à nouveau à la fête des Lumières de Lyon avec le spectacle Les Bâtisseurs sur la cathédrale Saint-Jean.
Damien Fontaine collabore en octobre 2009 avec la ville de Lyon à la mise en œuvre de la Fête de Divali à l'Île Maurice, à Port-Louis et Curepipe.

### Reconnaissance internationale dans les années 2010
Il alterne en 2010 des projets assez intimes et des manifestations à plus large audience à l'exemple de la célébration du rattachement de la Savoie à la France donnée à Chambéry,.
Il intervient, toujours la même année, sur la fête des Lumières avec Vols de nuit.
Après plusieurs participations aux Fêtes johanniques à Orléans, avec des scénographies multimédia sur la cathédrale[réf. souhaitée], il crée en 2012 à Domrémy-la-Pucelle un spectacle extérieur autour du personnage de Jeanne d'Arc.
Il revient en 2012 et 2013 sur la fête des Lumières de Lyon, avec les spectacles Les Chrysalides de Saint Jean et Le Prince des Lumières (pour partie inspiré du Petit Prince).
Le 31 décembre 2012, il signe un spectacle autour du Lion de Belfort.
En 2013, il crée deux scénographies : la mise en images du Théâtre Bolchoï à Moscou et celle des remparts du Chellah à Rabat à l'occasion des 50 ans de l'ONCF[réf. souhaitée].
En 2014, son Prince des Lumières est adapté à Dubaï et devient Prince of Lights,,,, ; durant l'été, Damien Fontaine investit la Porte de Damas à Jérusalem et imagine le premier spectacle d'images sur la cathédrale de Strasbourg : Les Transfigurations de Notre-Dame ; puis en septembre il réalise le plus grand mapping d'Europe à l'occasion des 555 ans de la ville de Bucarest.
Il s'imprègne à nouveau de l'univers de Saint-Exupéry et propose le spectacle Rêves de Nuit, sur la place Bellecour de Lyon en décembre 2014,, après un passage à la Nouvelle-Orléans pour éclairer la façade du Gallier Hall (en) à l'occasion du festival Luna Fête.
En 2016, il crée un nouveau son et lumière, La Prophétie d'Amboise, joué depuis, chaque été, au cœur du château d'Amboise. Les Illusions de la Cathédrale s'installent à la même période de la cathédrale de Tours, pendant 3 saisons. La même année, il imagine, avec la ville d’Épinal, la Fête des Images autour des lieux les plus symboliques de la cité,.
Toujours en 2016, il crée à Bogotá le spectacle ouvrant les festivités de l'année France-Colombie, devant près de 800 000 spectateurs. Il y reviendra, trois ans plus tard, pour les 200 ans de naissance de la Colombie,.
Depuis 2016, il assure la création des spectacles de fin d'année à Enghien-les-Bains,,,, ou encore à Saint-Raphaël,.
En 2017, le spectacle Balāha, donné au cœur du Théâtre antique de Fourvière, fait appel à des chevaux habillés pour l'occasion de robes de lumières en fibre optique,. Il donnera un dernier spectacle à Lyon, sur la colline de Fourvière, en 2018,.
Depuis 2017, Damien Fontaine signe les scénographies d'été de la cathédrale de Sens,.
Depuis 2018, il assure le spectacle au château de Vitré en Bretagne[réf. souhaitée].
En 2019, le spectacle sur Jeanne d'Arc, à Domrémy, jusque-là joué en extérieur, est transposé à l'intérieur de la Basilique et s'intitule désormais L'Arche aux Images, le Testament de Jehanne.

### Années 2020
Du 22 octobre au 11 novembre 2021, pour fêter la fin de la rénovation de la cathédrale Saint-Jean de Lyon, Damien Fontaine crée un show gigantesque basé sur des projections à 360 degrés au sein de l'édifice.
La lumière, la musique et la présence de centaines d'acteurs et de figurants au cœur de la cathédrale rendirent le spectacle féerique. Des scénographies multimédia domptent le son, l'image monumentale et les effets spéciaux les plus innovants ont bouleversé les sens du public.[non neutre]
Le spectacle s'est joué à guichet fermé pour plus de 22.000 spectateurs alors que des dizaines de milliers de personnes étaient sur liste d'attente.

## Distinctions et prix
- Trophée des Partenaires de la Fête des Lumières de Lyon pour le spectacle Les Bâtisseurs sur la cathédrale Saint-Jean en 2009[54],[55].
- Trophée des Partenaires de la Fête des Lumières de Lyon pour le spectacle Les Chrysalides de Saint Jean en 2012[56].
- Trophée des Lumières en 2013 pour le Le Prince des Lumières sur la place des Terreaux[57].
- Public Award récompensant le meilleur spectacle sur le Parlement de Bucarest à l'occasion des 555 ans de la ville.
- Trophée des Lumières en 2017 pour le spectacle Balāha au Théâtre antique de Fourvière[58].
- Meilleure réalisation audiovisuelle de l'année décernée à la scénographie L'Arche aux Images au salon de l'événementiel Heavent à Paris[38],[59].